# Trireactor

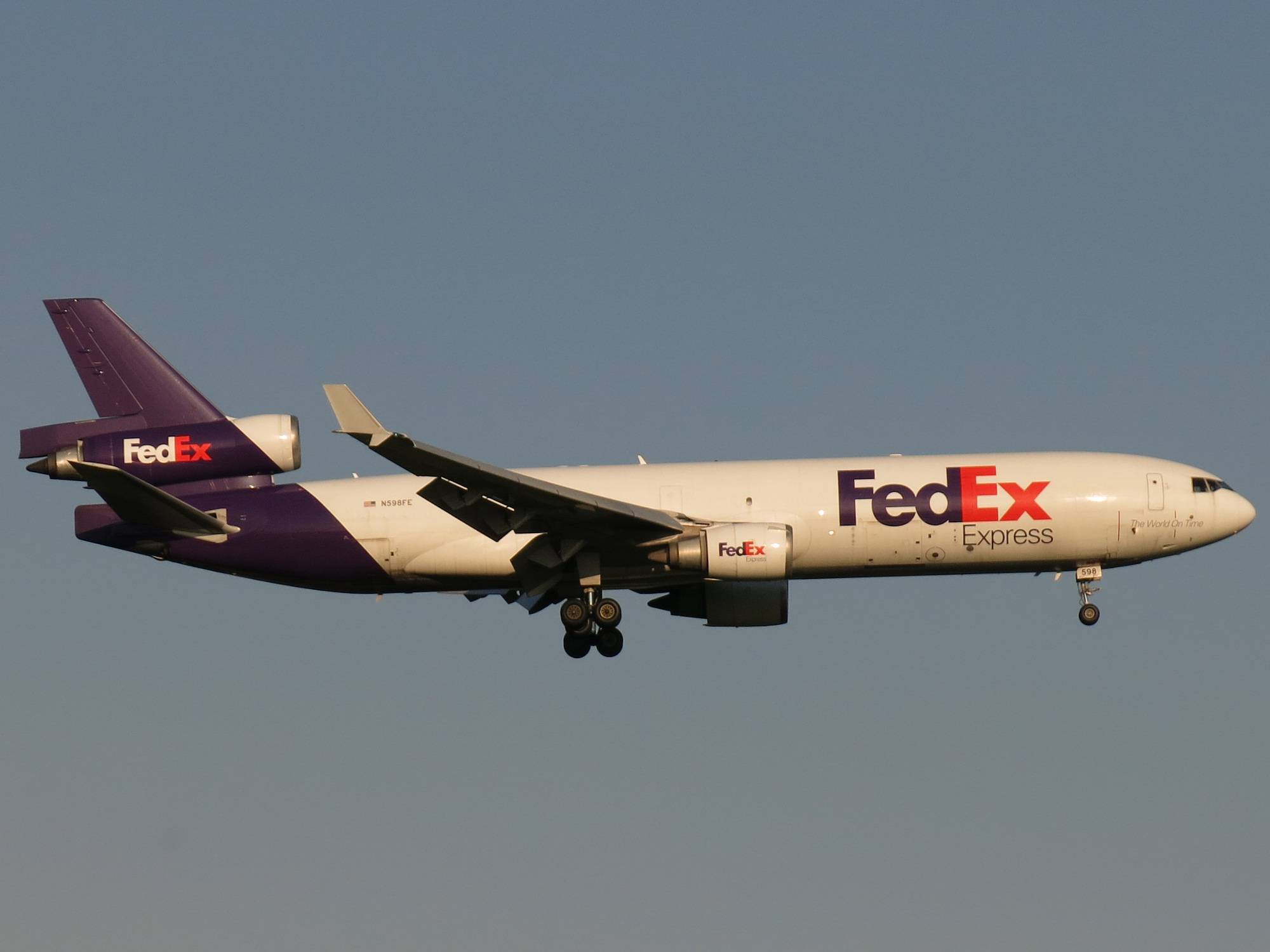
Trireactor McDonnell Douglas DC-10

Un trireactor és un avió de reacció equipat amb tres motors. En general, es considera que els avions de passatgers trireactors pertanyen a la segona generació d'avions de reacció comercials, tant per la ubicació innovadora dels seus motors com pel progrés en la tecnologia de turboventiladors. Els trimotors són els homòlegs dels trireactors en avions amb motors de pistons. El primer trireactor que arribà a emprendre el vol fou el prototip del bombarder Túpolev Tu-73 (1947).